# Dear フランキー
『Dear フランキー』（ディア・フランキー、英: Dear Frankie）は2004年のイギリスのドラマ映画。
監督はショーナ・オーバック、出演はエミリー・モーティマー、ジェラルド・バトラー、ジャック・マケルホーンなど。
父の面影を求める少年とその母が「1日限りのパパ」と出会って幸福を得ていく姿を描いている。
2004年のトライベッカ映画祭で初上映されたほか、同年5月に開催された第57回カンヌ国際映画祭の「ある視点部門」に出品された。

## ストーリー
スコットランドの小さな町。リジーは息子フランキーと母ネルを連れ、家庭内暴力を繰り返す夫デイビーから逃れるため、引っ越しを繰り返していた。暴力の影響でフランキーは乳児時から聴覚障害を患っており、父に対する記憶が全く無いまま母子家庭で育ち、読唇術を身に付け生活していた。父を想う息子に、リジーは「父は、客船アクラ号で世界中を航海し続けている船乗り」と嘘をつき、葛藤しつつも父に成りすまし、フランキーと私書箱を通した月2回の文通を続ける日々を送っていた。
だがフランキーが9歳の時、アクラ号が本当に町へ寄港することに。対面を心待ちにする息子を悲しませたくないリジーは、「真実を伝えるべき」と言う母ネルの反対を押し切り、父親役を1日だけ引き受けてくれる男を雇おうと考え、友人マリーから紹介された見知らぬ男に父親役を依頼する。リジーは詳しい事情までは伝えず、男も名前や素性を明かさぬまま受諾する。アクラ号寄港の日、フランキーは『船乗りの父』と感動の抱擁を果たし、サッカーや水切り遊びで父と楽しい時間を過ごすのだった。また男も朴訥ながら、精一杯父を演じきるのだった。
フランキーと男はもう半日ほど3人で過ごすことを望み、リジーは渋々承諾し、男に追加の謝礼金を渡す。男はリジーに詳しい事情を尋ね、リジーは家庭内暴力や聴覚障害について全てを話す。半日が過ぎ、別れの時間。リジーは思わず男とキスをする。男はこっそりリジーの上着ポケットに謝礼金を戻す。
後日、リジーはマリーから「あの男は私の弟」と知らされる。また、実父デイビーは重病を患いフランキーに会うことなく死去。リジーはフランキーに『船乗りの父』の死を告げ、これで嘘を重ねてきた芝居にも文通にも終止符が打たれたと思われた。
ある日、リジーは郵便局で一通の手紙が私書箱に留め置かれていると聞かされる。リジーが手紙を開くと、そこにはフランキーが父親役の男へ向けたメッセージが書かれていた。実の父ではなかったことも、実の父が死去したこともいつしかフランキーは気付いており、それでも男にまた会いたいと願っていることを知ったリジーは、大粒の涙を流す。

## キャスト
役名、俳優、日本語吹替の順に記述。
- リジー: エミリー・モーティマー（金沢映子）
- 男 (The Stranger): ジェラルド・バトラー（小山力也）
- フランキー: ジャック・マケルホーン（英語版）（久保田恵）
- マリー: シャロン・スモール（英語版）
- ネル: メアリー・リガンズ（英語版）
- リッキー・モンロー: ショーン・ブラウン
- カトリオーナ: ジェイド・ジョンソン（英語版）
- マッケンジー先生: ケイティ・マーフィ
- ジャネット: アン・マリー・ティモニー
- アリー: ジョン・カゼック

## 作品の評価

### 映画批評家によるレビュー
Rotten Tomatoesによれば、112件の評論のうち高評価は81%にあたる91件で、平均点は10点満点中6.8点、批評家の一致した見解は「『Dear フランキー』は小品だが心優しい映画で、素晴らしい演技を見せている。」となっている。
Metacriticによれば、31件の評論のうち、高評価は24件、賛否混在は5件、低評価は2件で、平均点は100点満点中63点となっている。

### 受賞歴
第58回英国アカデミー賞においてショーナ・オーバック監督が新人賞にノミネートされた。